# Pontailler-sur-Saône
Pontailler-sur-Saône – miejscowość i gmina we Francji, w regionie Burgundia-Franche-Comté, w departamencie Côte-d’Or.
Według danych na rok 1990 gminę zamieszkiwało 1318 osób, a gęstość zaludnienia wynosiła 100 osób/km² (wśród 2044 gmin Burgundii Pontailler-sur-Saône plasuje się na 174. miejscu pod względem liczby ludności, natomiast pod względem powierzchni na miejscu 739.).

## Współpraca
Miejscowość partnerska:
- Namur, Belgia